# Etzenraderhof

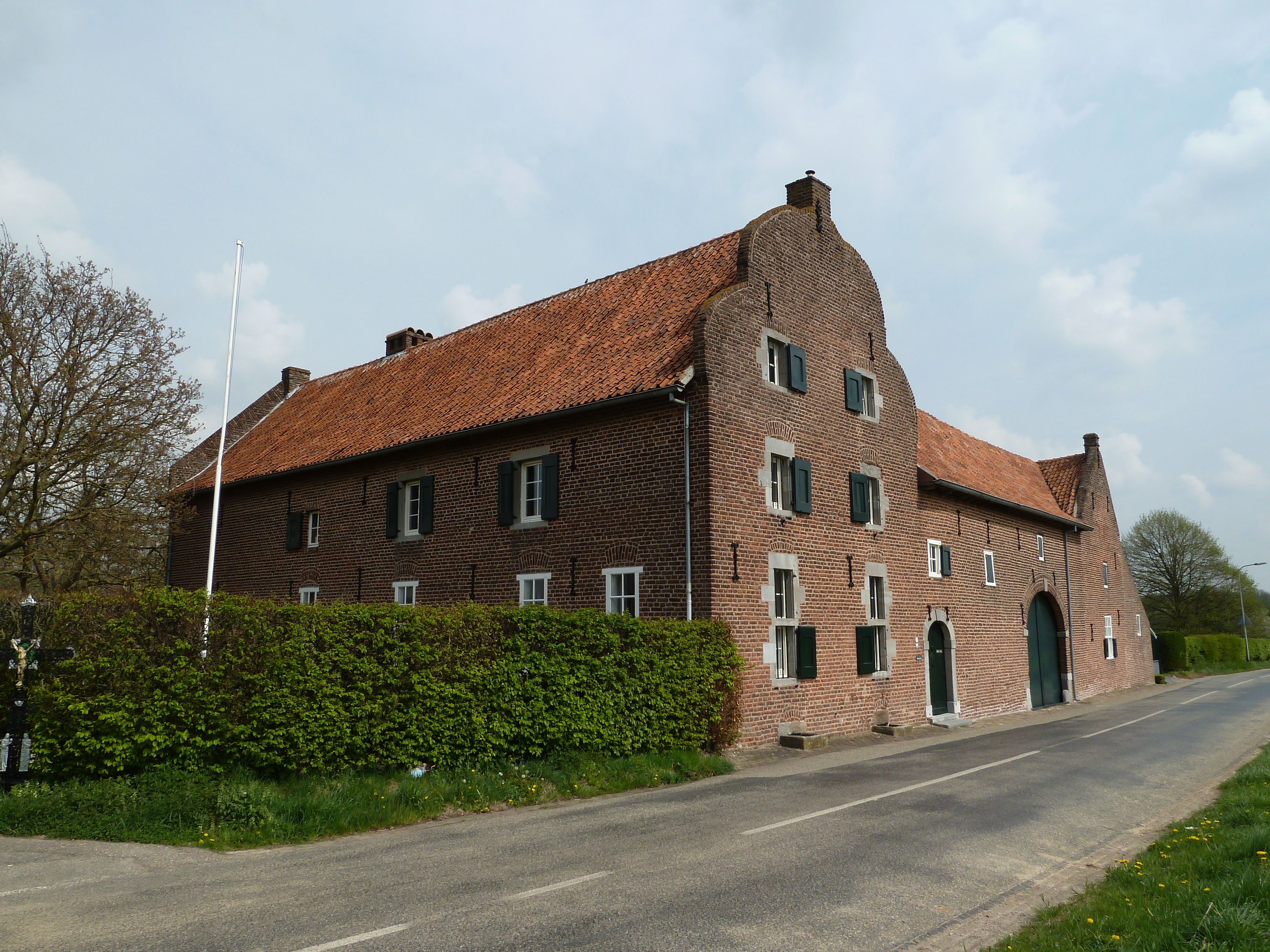
Etzenraderhof

De Etzenraderhof is een gesloten herenhoeve in de buurtschap Etzenrade in de gemeente Beekdaelen in het zuiden van de Nederlandse provincie Limburg. 

De Etzenraderhof dient te worden onderscheiden van het Etzenraderhuuske, een ander pand in de buurtschap.

## Geschiedenis
Het is niet bekend hoe oud de hoeve precies is. In 1552 was Jan van Brempt leenheer van de Etzenraderhof. Toen hij in 1614 stierf verhief zijn oudste zoon, Jacob van Brempt, de Etzenraderhof.
De rechtervleugel dateert uit 1712 en heeft een puntgevel. Het tweelaagse woongedeelte heeft een in- en uitgezwenkte topgevel.
Het gebouw is een rijksmonument.

## Galerij

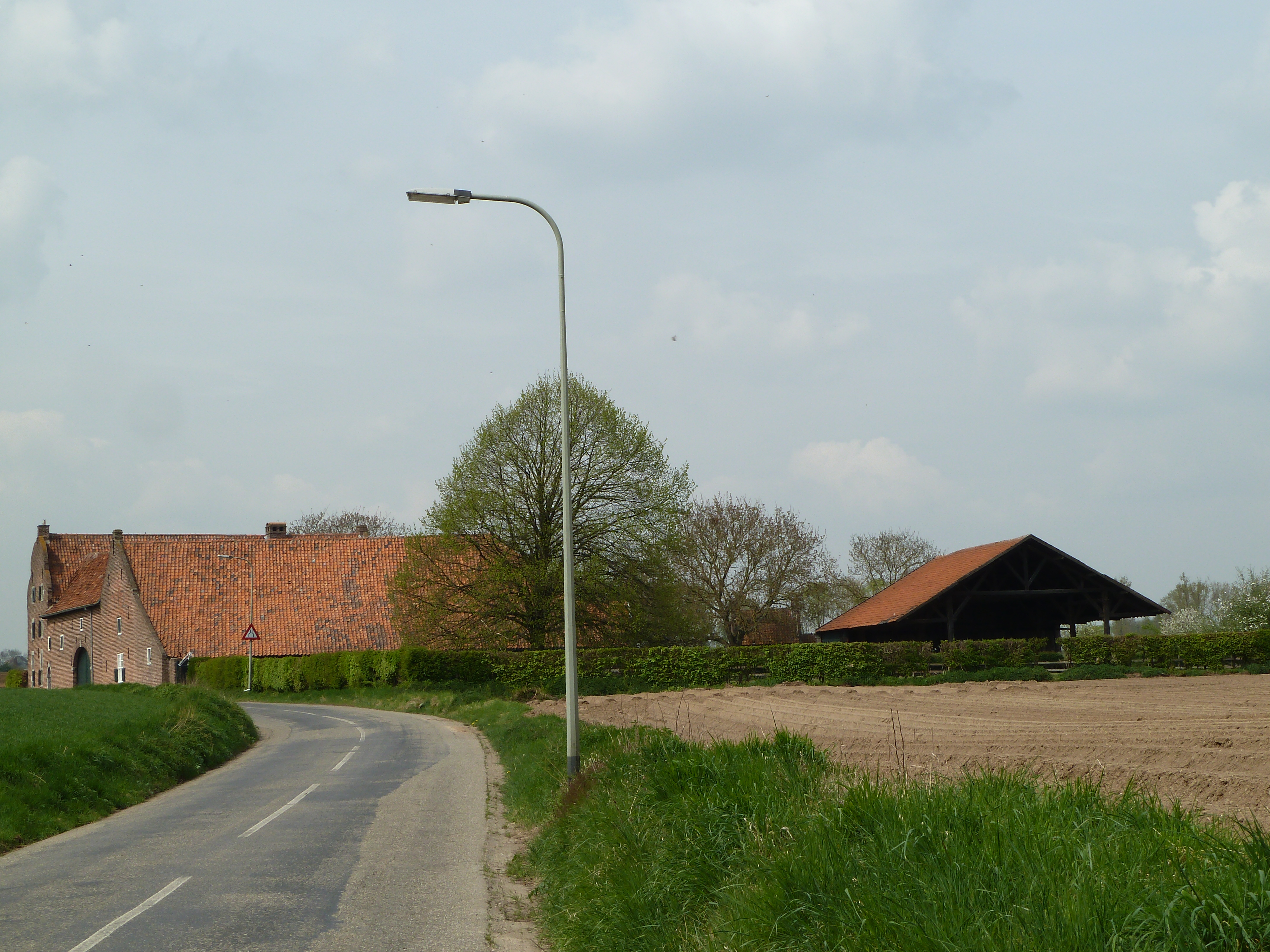
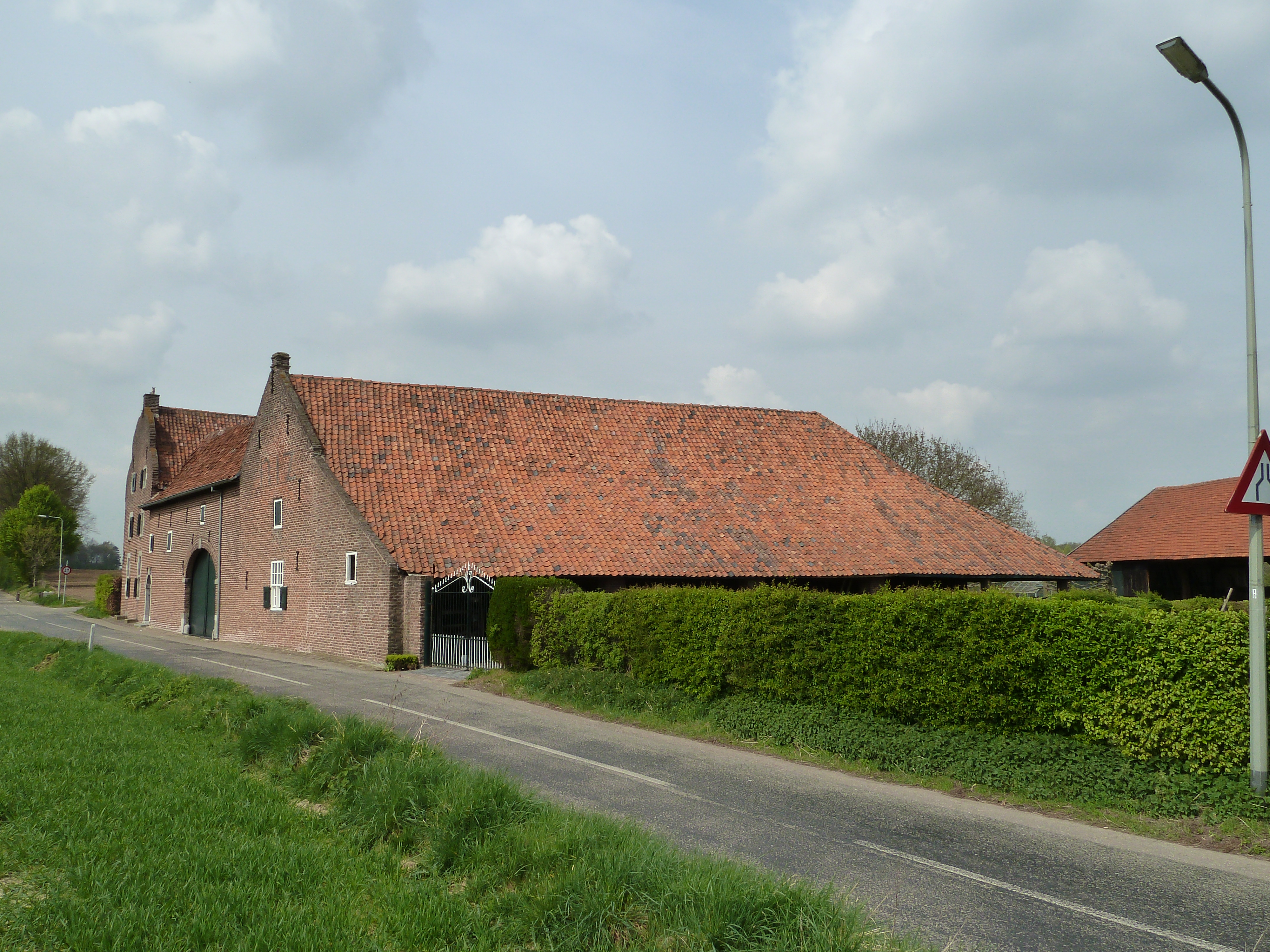
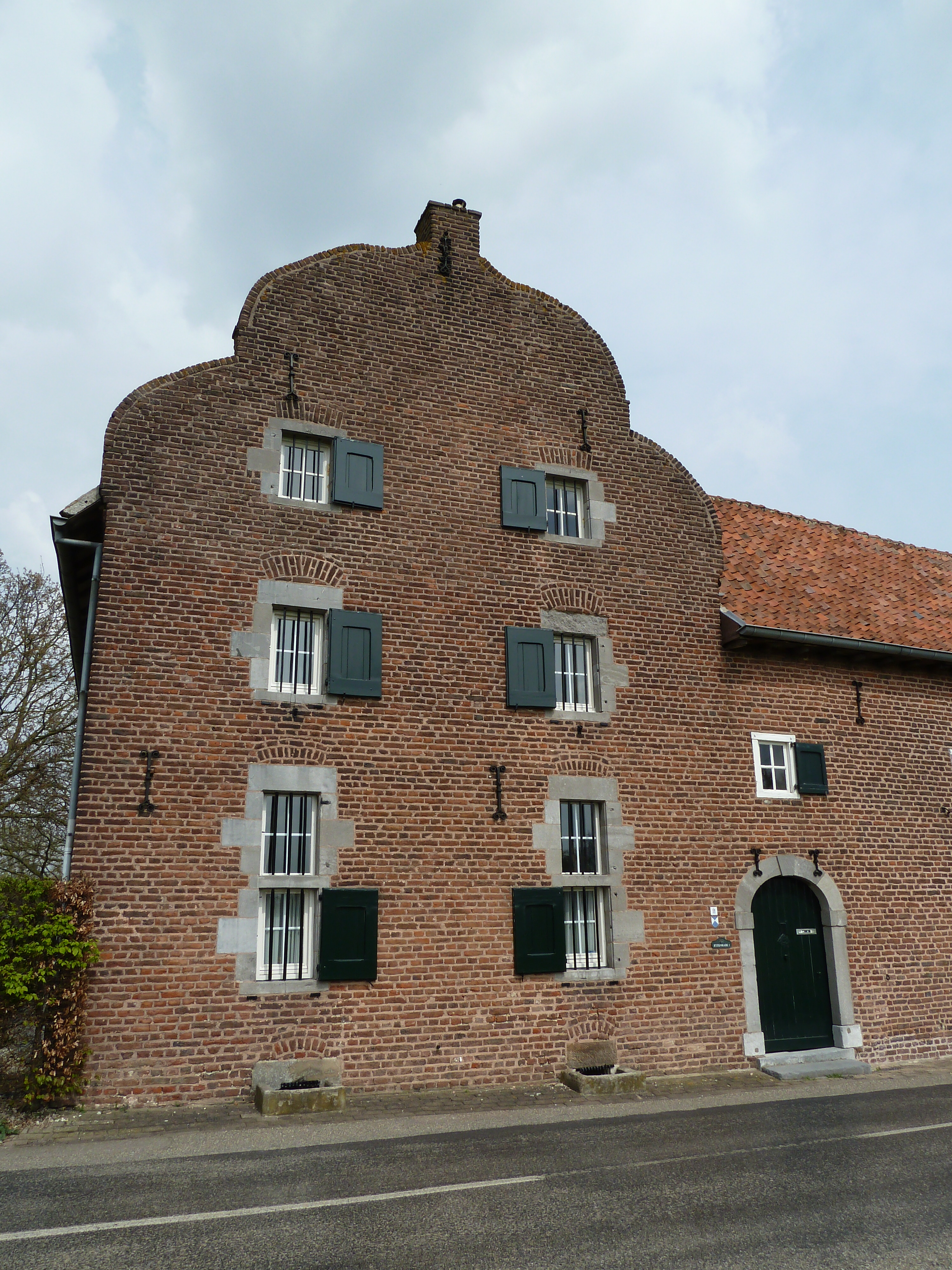
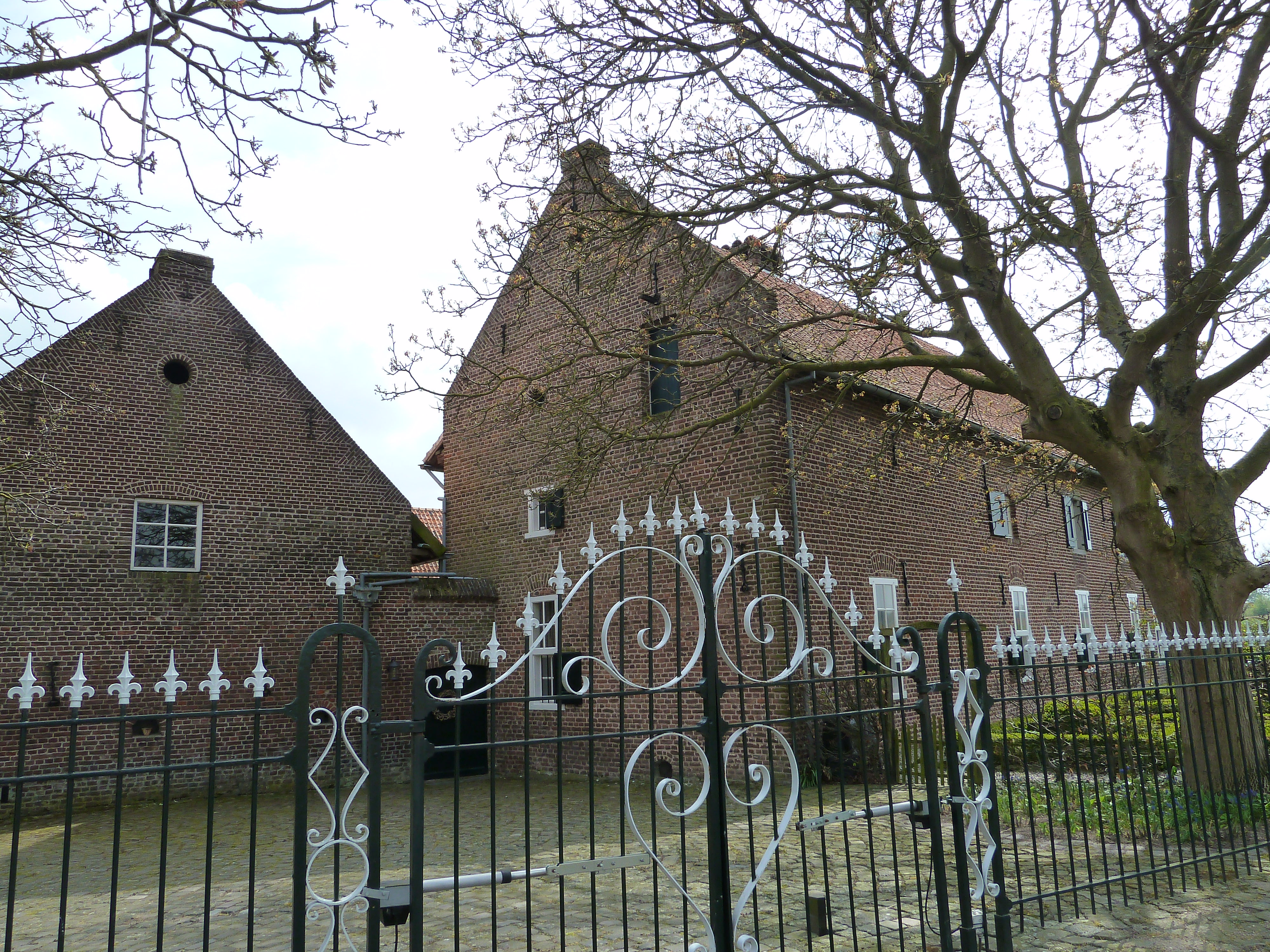
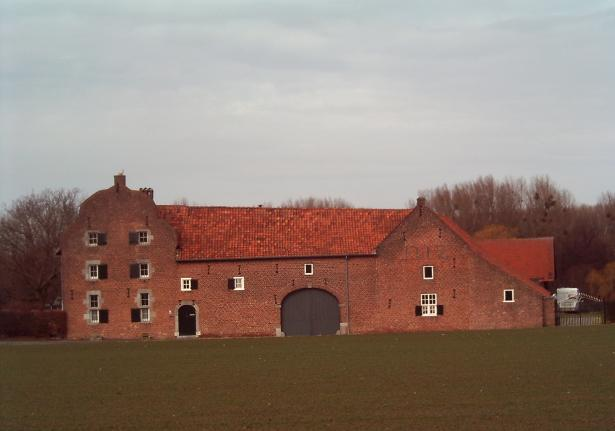